# Bob De Moor (acteur)
Bob De Moor (Gent, 25 april 1949) is een Vlaams acteur en regisseur. Hij heeft de zakelijke en artistieke leiding van theaterMalpertuis en is artistiek leider van het gezelschap Twijfel. Hij speelde al mee in een reeks films (laatste: Adam en Eva), televisiefilms en televisieseries (laatste: De Smaak van De Keyser). Sedert 3 april 2012 is hij ook te zien in de soap Thuis als David Magiels, vader van Mayra.
De Moor was verbonden aan onder andere Theater De Korre en De Tijd. Een paar van de laatste stukken met theaterMalpertuis waren Gloed (acteur), Mevrouw Appelfeld (regie), Gilgamesj ALLEEN en Les in hysterie (acteur). Met Twijfel speelde hij recent mee in De jongens, De Ondernemers en De Laatste Nar.

## Film en televisie
- De gevangenis (1970) - als Johnny
- Tim (1975) - als Tim
- Het gouden jubelfeest (1977) - als Lowitje
- De dag dat het kampioenschap van België verreden werd (1978) - als André
- De Collega's (1978) - als Louis Bossé
- Ons klein paradijs (1978)
- De verrijzenis van Ons Heer (1979) - als soldaat
- De Paradijsvogels (1979) - als Zeentje
- De roste wasser (1980)
- De Kolderbrigade (1980) - als Rocky
- Les roues de la fortune (1981) - als Schepers
- Geschiedenis mijner jeugd (1983) - als Hildevert
- TV-Touché (1983)
- Merlina (1985) - als verzekeringsagent Janssen
- De Dwaling (1987) - als Will Pieters
- Het volle leven (1990) - als Guido
- Commissaris Roos (1990) - als Van Beghin
- De bossen van Vlaanderen (1991) - als Gentiel Smessaert
- Jungleboek (1992) - als Sadu
- Bex & Blanche (1993) - als Raf
- Wild Is The Wind (1993)
- Het Park (1993-1994) - als onderzoeksrechter
- De Put (1994) - als Styranka
- Buiten De Zone (1994) - als Brabo Staes
- Wittekerke (1994-1996) - als Johan Meganck
- Niet voor publikatie (1995) - als Julien Nolet
- Ons geluk (1995) - als vrijgezel
- Kulderzipken (1995, 1996) - als grootvizier van de Nederlandse Letteren
- Buiten De Zone (1996) - als HR manager
- Dat ben ik (1996)
- Thuis (1996) - als onderzoeksrechter
- Over de liefde (1998) - als Matthias
- Heterdaad (1998) - als vader Duprez
- Hof van Assisen (1998): als meester Braem
- Flikken (1999) - als onderpastoor
- Vergeten straat (1999) - als Fred
- Brussel Nieuwsstraat (2000)
- Recht op Recht (2000) - als E.H. De Bruyn
- Chris & Co (2001) - als moderator
- Veel geluk, professor! (2001) - als Frans
- Stille Waters (2001) - als Erik Vanbrabant
- Alexander (2002) - als hoteleigenaar
- Recht op Recht (2002) - als Padre
- Thuis (2002) - als voorzitter rechtbank
- Sedes & Belli (2003) - als Gerard Matthijs
- Team Spirit - De Serie (2003) - als Mil
- De zusjes Kriegel (2004) - als schoolhoofd
- De Wet volgens Milo (2004) - als rector Ulen
- Rupel (2004) - als Herman Vervaet
- Knokke Boulevard (2005) - als Robert
- Witse (2006) - als Michel Devrindt
- Firmin (2007) - als Roger
- Aanrijding in Moscou (2008) - als Jacques
- Vermist (2008) - als vader van Sander
- De Smaak van De Keyser (2008) - als oncoloog AZ
- Alle richtingen (2009) - als Eddy
- Witse (2010) - als Louis Vincke
- Het goddelijke monster (2011) - als dokter
- Rox (2011) - als minister
- Zone Stad (2011) - als Walter Herrijger
- Aspe (2011) - als Diederik Wijmeersch
- Thuis (2012, 2014-2015, 2017, 2018) - als David Magiels
- Deadline 14/10 (2012) - als Reginald Smidt
- Crimi Clowns (2012) - als minister Stefan Mertens
- Danni Lowinski (2013) - als Gert Van Hove
- Zone Stad (2013) - als Karel Ooms
- Binnenstebuiten (2013) - als Ward
- Aspe (2011) - als Victor Verstuyft
- De maagd van Gent (2014) - als burgemeester
- De zonen van Van As (2014) - als arbeidsinspecteur
- Deadline 25/5 (2014) - als Reginald Smidt
- Deposito Barbae (2014) - als Albert
- Amateurs (2014) - als oncoloog
- Jordy (2016) - als Alain Schellekens
- The Barrier of Silence (2016) - als Ivo
- Zaak De Zutter (2016) - als Victor De Lille
- About the Boy Who Ate an Oakwood Chair (2016) - als professor
- Allemaal Familie (2017) - als Bob
- Gent-West (2017) - als Olivier
- De Sjanfroeters (2017) - als Boc
- Familie (2017, 2018, 2022) - als Pierre De Mulder
- Morten (2019) - als Pierre de Koning
- Adam & Eva (2021) - als Adam
- Chantal (2024) - als Meneer Vandenberghe